# Dinner um acht
Dinner um acht, auch bekannt als Freitag Abend um 8 (Originaltitel: Dinner at Eight), ist ein US-amerikanischer Spielfilm von George Cukor aus dem Jahr 1933. Als Vorlage für den starbesetzten Film, bei dem es sich um eine Mischung aus Komödie und Drama handelt, diente das gleichnamige Bühnenstück von George S. Kaufman und Edna Ferber. 2023 wurde der Film in das National Film Registry aufgenommen.

## Handlung
Millicent Jordan, die statusbewusste Frau eines New Yorker Reeders, will für eine ausgewählte Gesellschaft ein festliches Dinner veranstalten. Ihr Mann Oliver ist jedoch nicht sonderlich davon angetan, einen weiteren langweiligen Abend dieser Art zu verbringen, obwohl auch seine einstige Flamme, die ehemalige Theaterschauspielerin Carlotta Vance, eingeladen ist. Oliver ist besorgt, laufen doch seine Geschäfte als Reeder seit der Weltwirtschaftskrise mehr als schlecht. Von dem neureichen Industriemagnaten Dan Packard verspricht er sich finanzielle Unterstützung. Dieser zeigt sich willens, Oliver unter die Arme zu greifen, will er sich doch dessen angeschlagene Reederei sowieso unter den Nagel reißen. So überredet Oliver seine Gattin, auch Packard und dessen niveaulose, jedoch gesellschaftlich ambitionierte Frau Kitty zu dem geplanten Abendessen einzuladen. Während Kitty die Einladung sofort annehmen will, sagt Packard erst zu, als er erfährt, dass auch Lord und Lady Ferncliffe, die reichsten Eheleute Englands, dem Dinner beiwohnen werden. Ein weiterer Gast ist auch Dr. Wayne Talbot, der mit Kitty eine Affäre hat.
Da Millicent für ihre plötzlich entlobte Tochter Paula einen Tischherrn benötigt, lädt sie kurzerhand den Stummfilmstar Larry Renault ein, ohne zu wissen, dass dieser und Paula ein Verhältnis haben. Der dreifach geschiedene und alkoholabhängige Larry erfährt derweil von seinem Agenten Max Kane, dass er die Hauptrolle, die er in einem Bühnenstück spielen sollte, verloren hat. Stattdessen soll er nun eine kleine Nebenrolle übernehmen. Enttäuscht und verzweifelt gibt sich Larry dem Alkohol hin.
Unterdessen findet Dr. Talbots Frau Lucy heraus, dass ihr Mann sie mit Kitty betrügt. Dr. Talbot gibt offen zu, dass er süchtig nach Frauen sei, obwohl er Lucy noch immer aufrichtig liebe. Kurz darauf wird er in seine Praxis gerufen, um Oliver Jordan zu untersuchen, der sich über Schmerzen in der Brust beklagt. Dr. Talbot bemüht sich, seine eigentlich sehr ernste Diagnose zu beschwichtigen, doch Oliver durchschaut ihn und ist sich gewiss, nicht mehr lange zu leben. Als Oliver nach Hause geht und Millicent bittet, ihn beim anstehenden Dinner zu entschuldigen, damit er sich erholen kann, ist Millicent mit den Nerven am Ende – die Ferncliffes haben ihr inzwischen wieder abgesagt.
Als sich die Packards für das Dinner fertig machen, gerät das Paar in Streit. Wütend erzählt Kitty ihrem Gatten, dass sie eine Affäre habe. Packard droht ihr mit Scheidung, worauf ihm Kitty Respekt einfordernd erwidert, dass sie seine zwielichtigen Geschäftspraktiken an die Öffentlichkeit bringen werde, sollte er nicht von seinem Plan, Olivers Reederei zu übernehmen, zurückweichen. Nachdem sich Larry mit seinem Agenten endgültig zerstritten hat und ihn das Management seines Hotels bittet, sich einen anderen Wohnsitz zu suchen, flieht er in den Freitod. Carlotta Vance, die im selben Hotel wohnt, sucht Paula auf, um dieser vom Selbstmord ihres Geliebten zu berichten, und rät ihr einfühlsam, zu ihrem Ex-Verlobten Ernest zurückzukehren, der im Ausland war und von ihrer Beziehung zu Larry nichts mitbekommen hat.
Kurz vor dem Dinner erfährt Millicent von Dr. Talbot, wie schlecht es um ihren Mann steht. Sie sieht schließlich ein, dass sie immer viel zu egoistisch war, und ist entschlossen, zum Wohle der Familie weniger verschwenderisch und eine bessere Ehefrau zu sein. Als die Gäste pünktlich um acht Uhr eintreffen, wendet sich Packard auf Drängen Kittys an Oliver, um ihm zu versichern, dass er nicht länger die Reederei übernehmen wolle.

## Hintergrund
Für David O. Selznick war Dinner um acht die erste Produktion nach seinem Wechsel von RKO Pictures zu MGM. Nachdem Irving Thalberg mit dem Film Menschen im Hotel (1932) zum ersten Mal eine Starbesetzung etabliert hatte, folgten zahlreiche weitere Produktionen dem Konzept. Selznick wollte beweisen, dass er mit Thalberg mithalten und einen ebensolchen Hit landen konnte. Als Regisseur verpflichtete er George Cukor, den er von RKO Pictures ausleihen durfte. Für Dinner um acht, bei dem es sich wie bei Menschen im Hotel um die Verfilmung eines erfolgreichen Bühnenstücks handelte, stellte Selznick ebenfalls eine Starbesetzung zusammen. Während John Barrymore, Wallace Beery, Lionel Barrymore und Jean Hersholt wie schon in Menschen im Hotel zum Einsatz kamen, sollte vor allem Marie Dressler, die während der frühen 1930er Jahre trotz ihres fortgeschrittenen Alters und ihrer matronenhaften Erscheinung ein großer Star war, die Zuschauer in die Kinos locken. Für die Rolle der Kitty wollte Regisseur Cukor unbedingt Jean Harlow, nachdem er sie in Dschungel im Sturm gesehen hatte, und setzte sich trotz Selznicks Bedenken durch. Der Film wurde von März bis April 1933 innerhalb von 27 Tagen abgedreht.
Dinner um acht wurde am 23. August 1933 im Astor Theatre in New York uraufgeführt und erwies sich in der Folge als großer Erfolg bei Kritikern und Publikum. Die New York Times und Film Daily zählten den Film zu den zehn besten Produktionen von 1933. In Deutschland wurde die Filmkomödie erstmals im Januar 1934 unter dem Titel Freitag Abend um 8 in den Lichtspielhäusern gezeigt. Am 14. Juli 1982 wurde sie unter dem Titel Dinner um acht zum ersten Mal im deutschen Fernsehen ausgestrahlt.

## Kinoauswertung
Trotz der zahlreichen Stars, die mitwirkten, beliefen sich die Produktionskosten am Ende auf lediglich 420.000 US-Dollar. An der Kinokasse erwies sich der Film als sehr populär und spielte allein in den USA 1.398.000 US-Dollar ein, zu denen weitere 758.000 US-Dollar von den Auslandsmärkten kamen. Bei kumulierten Einnahmen in Höhe von 2.156.000 US-Dollar konnte das Studio am Ende einen sehr hohen Gewinn von 998.000 US-Dollar realisieren und damit mehr als mit den deutlich kostspieligeren Produktionen von Ich tanze nur für Dich und Königin Christine einnehmen.

## Kritiken
Variety zufolge sei die Handlung „von Anfang bis Ende voller Spannung“, wobei „traurige Momente durch heitere“ ausgeglichen würden, sodass für fast zwei Stunden „ein faszinierendes Mosaik“ entstehe. Innerhalb der Besetzung hätten Dressler und Harlow Lob verdient. Letztere liefere als Kitty „eine erstaunlich ausbalancierte Vorstellung“. Die New York Times meinte, dass der Film „allen Erwartungen gerecht“ werde. Es handle sich um „eine dieser seltenen Produktionen, die einen bis zum Ende in den Sitz fesseln, weil man nicht eine brillante Dialogzeile verpassen möchte“.
Für den New York Daily Mirror war Dinner um acht „ein großartiger Film, den man nicht verpassen sollte“. Unter den durchweg „exzellenten“ Schauspielern steche „die kleine Jean Harlow“ hervor. Sie sei einfach „hinreißend“. Auch die Filmkritikerin Pauline Kael lobte rückblickend Jean Harlow, die „in komödiantischer Hochform“ sei. Regisseur George Cukor sei „eine geistreiche und sehr viel bessere Version von Edna Ferbers und George S. Kaufmans Stück“ gelungen. Das Lexikon des internationalen Films befand, dass Cukor sich dabei „vor allem auf die Dialoge und das Starensemble“ gestützt habe.
Sie und ihr Mann Theodor W. Adorno seien „erstaunt und begeistert“ über den Film, schrieb die deutsche Unternehmerin Gretel Adorno im März 1934 an den Philosophen und Kulturkritiker Walter Benjamin. „Es wäre sehr viel darüber zu sagen, es könnte beinah scheinen, als ob der Film sich doch noch zur Kunst bekehren wolle.“ Walter Benjamin schrieb daraufhin an Gretel Adorno, er habe den Film „vor einigen Monaten mit vielem Vergnügen laufen sehen“.

## Deutsche Fassung
Eine deutsche Synchronfassung entstand 1991 bei der Interopa Film in Berlin. Das Dialogbuch schrieb Jürgen Neu, der auch die Synchronregie übernahm.
| Rolle              | Darsteller          | Synchronsprecher       |
| ------------------ | ------------------- | ---------------------- |
| Carlotta Vance     | Marie Dressler      | Bettina Schön          |
| Larry Renault      | John Barrymore      | Christian Rode         |
| Dan Packard        | Wallace Beery       | Helmut Krauss          |
| Kitty Packard      | Jean Harlow         | Daniela Lohmeyer       |
| Oliver Jordan      | Lionel Barrymore    | Hans W. Hamacher       |
| Max Kane           | Lee Tracy           | Hans-Jürgen Dittberner |
| Dr. Wayne Talbot   | Edmund Lowe         | Lothar Blumhagen       |
| Millicent Jordan   | Billie Burke        | Gisela Fritsch         |
| Paula Jordan       | Madge Evans         | Liane Rudolph          |
| Jo Stengel         | Jean Hersholt       | Eric Vaessen           |
| Mrs. Lucy Talbot   | Karen Morley        | Petra Barthel          |
| Hattie Loomis      | Louise Closser Hale | Dagmar Altrichter      |
| Mrs. Wendel        | May Robson          | Tilly Lauenstein       |
| Miss Copeland      | Elizabeth Patterson | Edeltraut Elsner       |
| Fosdick            | Harry Beresford     | Manfred Rahn           |
| Hotelmanager Fitch | Edwin Maxwell       | Andreas Hanft          |
| Hotelkellner       | Herman Bing         | Georg Tryphon          |